# Sukarejo (Langsa Timur)
Sukarejo is een bestuurslaag in het regentschap Langsa van de provincie Atjeh, Indonesië. Sukarejo telt 1569 inwoners (volkstelling 2010).